# Saint-Victor-d'Épine
 Saint-Victor-d'Épine  là một xã của tỉnh Eure, thuộc vùng Normandie, miền bắc nước Pháp.